# Liste des îles en Espagne
Cet article recense les îles appartenant à l'Espagne.

## Par zone géographique

### Mer Méditerranée
Les îles suivantes sont situées dans la mer Méditerranée. L'Espagne possède une façade maritime méditerranéenne à l'est et au sud de son territoire, sur les communautés d'Andalousie, de Catalogne, de Murcie et valencienne. Les îles Baléares sont un archipel formant une communauté au large de la Catalogne. Par ailleurs, Ceuta est une ville autonome située sur la côte africaine. Les Plazas de soberanía regroupent plusieurs petites îles situées à proximité de la côte marocaine.

## Andalousie
- Alborán
- Isla Negra (es)
- Islote de La Nube (es)
- Île de Las Palomas
- Île de San Andrés
- Île de San Sebastián
- Îlot de Sancti Petri
- Île de Terreros
- Île du Trocadero

## Baléares
| - Cabrera - Es Vedrá - Formentera - Ibiza - Illa de s'Espart - Illa des Bosc - Illa des Bosc (presqu'île) | - Majorque - Minorque - Tagomago - S'Espalmador - Sa Dragonera - Es Vedranell - Sa Torreta | - Île de l'Air - Isla de Espardell (es) - Île Conejera d'Ibiza - Île Conejera de Cabrera (es) - Illa de s'Alga (ca) |

## Catalogne
- Île du Castellar
- Île Encalladora
- Îles Formigues
- Île Massa d'Or
- Îles Medas (ou Medes en Catalan)
- Île de Port Lligat
- Île de S'Arenella

## Ceuta
- Îlot Persil
- Îlot de Santa Catalina (es)

## Murcie
- Isla del Ciervo
- Isla de Escombreras
- Isla del Fraile
- Isla Grosa
- Isla de Mazarrón
- Isla Mayor
- Isla de las Palomas
- Isla Perdiguera
- Isla Plana
- Isla Rondella
- Isla del Sujeto

## Valence
- Île de Benidorm
- Îles Columbretes
- Isla del Descubridor
- Isla del Portichol
- Île de Tabarca

- Plazas de soberanía :

| - Îles Zaffarines - Île du Congrès - Île Isabelle II - Île du Roi | - Îles Alhucemas - Peñón de Alhucemas : - Isla de Mar - Isla de Tierra - Peñón de Vélez de la Gomera (presque île) |

### Océan Atlantique
Les îles suivantes sont situées dans l'océan Atlantique, hors mer Méditerranée. L'Espagne possède une façade maritime au nord, sur les communautés des Asturies, de Cantabrie, de Galice et du Pays basque. Au sud, une partie de l'Andalousie borde également l'océan. Les îles Canaries sont un archipel formant une communauté au large de l'Afrique.

## Asturies
| - Isla Ballota (es) - Isla de Borizo (es) - Île Carmen - Isla del Castrón de Santiuste (es) - Île de La Deva - Isla del Forcón (es) | - Île Herbosa - La Islona - Île de la Ladrona - Îles Pantorgas - Îles Poo - Île de Tapia - Isla de Veiga (es) |

## Cantabrie
| - Île Águila - Île Ansión - Île Casilda - Île de Castril - Île de Castro - Île Conejera - Île Cuarezo - Île Garfanta - Île de la Horadada - Île La Pasiega | - Île de La Torre - Île Llera - Île de Montehano - Île de Mouro - Île Neptuno Niño - Île Oliva - Île Oriñón - Île de Pedrosa - Île Peñón de Moja el Rabo | - Île Ratones - Île San Pedruco - Île Santa Marina - Île Sarnosa - Île Segunda - Île Suaces - Île Urros de Liencres - Île Virgen del Mar |

## Galice
| - Île A Marola - Île A Creba - Île de la Altura - Île Ansarón - Île d'Area - Île d'Arousa - Illa de Beiro (ga) - Îles Briñas - Îlot de Castillo - Îles Centoleiras - Île Cíes - Île Coelleira - Île de Cortegada - Îles Estelas - Îles Farallóns - Île Gavoteira - Île Guidoiro Areoso | - Île Guidoiro Pedregoso - Île Herbosa - Île Insuíña - Île de La Rúa - Île de La Toja Pequeña - Île de La Toja - Îles Lobeiras - Îles Malveiras - Île Marma - Île de Mouro - Île de Noro - Île de Ons - Île de Onza - Île Os Forcados - Île Pancha - Île Penedo da Ínsua | - Île Pombeiro - Islas Sagres (es) - Île de Sálvora - Île San Antón (La Corogne) - Île de San Antón - Île de San Clemente - Île de San Pedro - Île de San Simón - Île de San Vicente - Île de Santa Comba - Île Santa Cruz (La Corogne) - Îles Sisargas - Île de Tambo - Île de Toralla - Île Tourís Novo - Île Vionta |

## Canaries
| - Archipel de Chinijo - Alegranza - La Graciosa - Montaña Clara - Roque del Este - Roque del Oeste | - - El Hierro - Fuerteventura - La Gomera - Grande Canarie - Lanzarote - Los Lobos - La Palma - Roque de Garachico - Tenerife |

## Pays basque
| - Île d'Aquech - Île d'Amuitz - Île Bedua - Île Billano - Île des Faisans - Île Galera - Île Garraitz - Gaztelugatxe - Île Hirukanale | - Île d'Izaro - Île Mollarri - Île d'Orenin - Île San Nikolas - Île Santa Clara - Île Sandindere - Île de Chacharramendi - Île Zuhatza |

## Par superficie
La liste suivante recense les îles espagnoles de plus de 10 km2 de superficie :
- Majorque (Baléares, 3 620,42 km2)
- Tenerife (Canaries, 2 034,38 km2)
- Fuerteventura (Canaries, 1 659,74 km2)
- Grande Canarie (Canaries, 1 560,10 km2)
- Lanzarote (Canaries, 845,94 km2)
- La Palma (Canaries, 708,32 km2)
- Minorque (Baléares, 694,39 km2)
- Ibiza (Baléares, 571,04 km2)
- La Gomera (Canaries, 369,76 km2)
- El Hierro (Canaries, 268,71 km2)
- Formentera (Baléares, 83,24 km2)
- La Graciosa (Canaries, 29,00 km2)
- Cabrera (Baléares, 11,53 km2)
- Alegranza (Canaries, 10,30 km2)